# Cessão de contrato
A cessão de contrato ou cessão de posição contratual é uma transmissão de obrigações que, segundo Stolze e Pamplona (2014), trata da transferência da posição ativa e passiva dos direitos e obrigações de que é titular um indivíduo e que são oriundos de um contrato bilateral completado, embora sem a conclusão da sua execução.

## Teoria
Trata-se de um instituto jurídico conhecido da doutrina, porém, diferentemente do que ocorre na cessão de crédito ou de débito, o cedente transfere a sua própria posição contratual a um terceiro, que é o cessionário e que o substituirá na relação jurídica originária.
As pessoas envolvidas em uma cessão de posição contratual são:
- o cedente: a pessoa que transfere a sua posição contratual
- o cessionário: a pessoa que adquire a posição cedida
- o cedido: o outro contratante, que aceita a transferência dos direitos e obrigações do cedente

É importante considerar a ressalva que diz: 
"A cessão de crédito substitui uma das partes na obrigação apenas do lado ativo, e em um único aspecto da relação jurídica, o mesmo ocorrendo pelo lado passivo na assunção de dívida. Todavia, ao transferir uma posição contratual, há um complexo de relações que se transfere: débitos, créditos, acessórios, prestações em favor de terceiros, deveres de abstenção etc. Na transferência da posição contratual, portanto, há (ou pode haver) cessões de crédito e assunções de dívida, não como parte fulcral no negócio, mas como elemento integrante do próprio negócio" (Venosa, 2003).
Dentre as teorias seguidas pelos doutrinadores, temos duas em especial, as quais Stolze e Pamplona (2014) conceituam:
- Teoria Atomística: fragmenta a análise científica do instituto em prova, afirmando ser a cessão de posição contratual apenas um plexo de múltiplas cessões de débito e crédito conjugadas e sem nenhuma autonomia jurídica;
- Teoria Unitária: delibera que a cessão de contrato trata da transferência de posição contratual como um todo, não sendo possível a fragmentação dos elementos jurídicos participantes de posição contratual.

Stolze e Pamplona (2014) são adeptos da teoria unitária, que diz que quando, em um certo contrato, uma das partes cede a sua posição contratual, faz de forma integrada, ou seja, há a intenção de transmitir juntamente débitos e créditos. Também são adeptos da mesma teoria os doutrinadores Pontes de Miranda, Sílvio Rodrigues, Antunes Varela e Sílvio Venosa.

## Requisitos
Segundo Rodrigues (2008), para que o contrato de cessão da posição contratual seja regular necessita apresentar os seguintes requisitos: 
1. Existência de um contrato válido anterior que será objeto de cessão
2. A transmissão de uma das posições das partes através do negócio cessionado;
3. A obrigação de não ser intuitu personae, e com ausência de cláusula vedando a cessão;
4. Uma fonte de onde emerja a transmissão com ideia de causalidade, que se consubstancia com a intervenção de três pessoas, o cedente, o cedido e o cessionário;
5. Não se admite a cessão de contratos abstratos.

## Características da cessão de contrato
Explica Gonçalves (2012) que a vantagem deste instituto jurídico é que permite, na prática, que uma pessoa transfira à outra, seus créditos e débitos sem ter de desfazer o negócio já ultimado, pois consegue transferir o contrato para um terceiro interessado. Porém é necessário a aceitação do cedido e o primeiro contrato tem que ser de natureza bilateral.
Há também, conforme Gonçalves (2012), operações de natureza personalíssima, que não admitem cessão, assim, se uma pessoa contrata um artista famoso para fazer uma obra de arte, este não poderá ceder a sua posição contratual.
O contrato poderá proibir a cessão, mesmo que a obrigação não seja pactuada, porém se não houver cláusula proibitiva, a cessão de posição contratual é possível, desde que haja expresso consentimento da outra parte. Não ocorrendo esse consentimento, o cedente continuará obrigado à satisfação do crédito. Os principais casos de cessão de posição contratual segundo Rodrigues (2008) são:
1. Os contratos de lavra e fornecimento de minérios, em que o titular da lavra, ao transmiti-la a terceiros, transfere-lhes a própria posição contratual
2. Os contratos de empreitada;
3. Os contratos de cessão de locação, em que o contrato-base é transferido, com a anuência do cedido, transpassando-se para o cessionário todos os direitos e obrigações deles resultantes;
4. O próprio contrato de mandato, que, costumeiramente, é transferido a terceiro, por meio do subestabelecimento sem reserva de poderes;
5. Os contratos de compromisso de venda.

## Efeitos da cessão
O efeito a princípio, e principal, do instituto é a chamada sub-rogação de uma das partes do contrato-base sem que dessa forma haja, no entanto, a alteração do mesmo. Ao ocorrer a substituição da posição o contrato será efetivado igualmente ao que foi acordado expressamente no contrato primitivo. (DINIZ, 2004)
Agora no efeito específico da relação do cedente com o cessionário, o cedente não se responsabiliza pelo adimplemento do contrato-base após a cessão. Porém, em negociação extracontratual e expressamente feita no contrato, pode sim assumir alguma garantia de responsabilização ao cessionário.
Em relação ao cedido, há a liberação total do cedente quanto ao contrato-base e a uma possível inadimplência do cessionário. Da mesma forma, sob cláusula expressa pode responsabilizar o cedente solidariamente para um possível inadimplemento do cessionário.
Na relação do cessionário com o cedido, onde o cessionário ao efetuar a cessão, se coloca no lugar do cedente em relação as obrigações e direitos concernentes ao contrato-base, podendo sobre acordo o cessionário se tornar responsável pelas obrigações vencidas, sendo transferida no estado em que se encontra na atual fase de execução do contrato. (STOLZE; PAMPLONA, 2014)
Conforme Gama (2006), uma forte discussão quanto ao efeito da cessão de posição de contrato é sobre a anulação do contrato-base pelo cessionário. A primeira doutrina diz que quando o cessionário concretiza a cessão o faz na fase de execução, assim não efetua a anulação do contrato-base. Já para a doutrina majoritária, diz sobre a possibilidade da anulação, já que ao adquirir a posição do cedente no contrato, ou seja, absorvendo os direitos e obrigações estaria, assim, se inserindo no complexo obrigacional.